# Dasymys longipilosus
Dasymys longipilosus — вид гризунів родини мишевих (Muridae). Зустрічається тільки в Камеруні. До 2004 року він вважався підвидом D. incomtus і, насправді, деякі таксономічні моделі все ще включають його. Це невеликий вид, який демонструє великі морфометричні відмінності по відношенню до своїх конгенерів Dasymys.